# Agustín Arroyo Ch.
Agustín Arroyo Chagoyán (Irapuato, Guanajuato, 28 de agosto de 1891-24 de abril de 1969) conocido históricamente como Agustín Arroyo Ch. fue un periodista y político mexicano. Miembro de los sucesivos partidos Nacional Revolucionario(PNR), de la Revolución Mexicana (PRM) y Revolucionario Institucional (PRI). Entre varios cargos políticos, fue gobernador de Guanajuato de 1927 a 1931.

## Biografía
Realizó sus estudios básicos en Pueblo Nuevo, Guanajuato y los de secundaria en escuelas particulares de la ciudad de Guanajuato, siendo éste su máximo grado de estudios. Se unió a la Revolución Mexicana y entre 1911 y 1912 combatió a la rebelión de Pascual Orozco bajo el mando de Raúl Madero alcanzando el grado de capitán primero en 1913. En 1915 fue empleado de Correos en la ciudad de Celaya y laboró en el entonces departamento de Departamento de Aprovisionamientos Generales bajo Francisco J. Múgica, de quien sería desde entonces cercano partidario. Contrajo matrimonio con la señora Carolina Damián; su hijo, Agustín Arroyo Damián, también tuvo una carrera política que lo llevó a ser en dos ocasiones diputado federal.
Fue también cercano aliado de los gobernadores guanajuatenses Antonio Madrazo y Enrique Colunga. Con el apoyo de este grupo político fue elegido por primera ocasión diputado federal por el Distrito 7 de Guanajuato a la XXIX Legislatura de 1920 a 1922, y luego reelegido al cargo pero en representación del Distrito 10 de Guanajuato a la XXX Legislatura de 1922 a 1924; y nuevamente a la XXXI Legislatura por el Distrito 11 de Guanajuato para el periodo de 1924 a 1926. Paralelamente, había sido también elegido diputado a la XXX Legislatura del Congreso del Estado de Guanajuato por el distrito 15 local, para el periodode 2924 a 1926.
Con todo el apoyo del gobernador saliente Enrique Colunga, fue elegido gobernador de Guanajuato para el periodo constitucional del 26 de septiembre de 1927 al 25 de septiembre de 1931. Al terminar el cargo, se unió a los partidarios de Lázaro Cárdenas, y cuando este asumió la presidencia en 1934, lo nombró como subsecretario de la Secretaría de Gobernación de 1935 a 1936, en este cargo, Arroyo Ch. se convirtió en uno de los primeros políticos en iniciar una política de comunicación y propaganda para el gobierno, que llevaron a que el 1 de enero de 1937 se creara el Departamento Autónomo de Publicidad y Propaganda, que seis meses después cambió su denomiación a Prensa y Publicidad y del que Arroyo Ch. fue nombrado titular. Permaneció en el cargo hasta 31 de diciembre de 1939 en que dicho departamento fue suprimido. Durante este periodo, Agustín Arroyo Ch. ideó y fundó la empresa paraestatal «Productora e Importadora de Papel, S. A.» (PIPSA), única empresa facultada para suministrar el papel en que se imprimían los periódicos y que por tanto, al ser propiedad de gobierno permitía a éste mantener control político a todas las publicaciones.
El 21 de enero de 1940, y hasta el fin del gobierno de Cárdenas el 30 de noviembre del mismo año, fue jefe del Departamento de Trabajo. Aunque ejercía este cargo, Agustín Arroyo Ch. permaneció controlando las políticas de comunicación del gobierno, y sus acciones en el contexto de las controvertidas elecciones federales de 1940 fueron relatadas por Gonzalo N. Santos:

La gente acudía a votar en grandes cantidades y, al menos en las ciudades, lo hacían abrumadoramente a favor de (Juan Andrew) Almazán... Pero al poco rato llegaban las brigadas del comité pro Ávila Camacho y a balazos hacían huir a votantes y representantes de casilla. Tumbaban las mesas, rompían las urnas y se tiroteaban con los almazanistas, que eran muchos y estaban en todas partes. 

El presidente Cárdenas, acompañado por el subsecretario de Gobernación, Agustín Arroyo Ch., daba vueltas en su coche para ver la votación, y constató que la casilla donde él debía votar estaba bien custodiada por las manos almazanistas. Por teléfono Arroyo Ch., urgió a las brigadas a que intervinieran y el Presidente pudiera votar en condiciones adecuadas. El grupo de choque pronto respondió al llamado. Desde varias cuadras alrededor de la casilla había tiradores en balcones y azoteas, y a todos ellos fueron abatiendo las huestes avilacamachistas, gracias a las ráfagas irrebatibles de las ametralladoras Thompson, con que se abrían paso.

Los defensores capitularon y “previa cañoniza en la cabeza” se fueron uno por uno... Al instante llegaron los bomberos y a manguerazos de alta presión limpiaron las manchas de sangre que había en todas partes; la Cruz Roja, solícita, levantó cadáveres y heridos. Se rearregló la casilla, se puso una nueva urna y así pudieron votar el ciudadano presidente y su acompañante Arroyo Ch. “¡Qué limpia está la calle!”, comentó Cárdenas al salir de la casilla, cuenta Santos: Yo le contesté: “Donde vota el Presidente de la República no debe haber basurero”. Casi se sonrió, me estrechó la mano y subió en su automóvil. Arroyo Ch., menos hipócrita me dijo: “Esto está muy bien regado, ¿qué, van a tener baile?” Yo le contesté: “No Chicote, ya lo tuvimos y con muy buena música”. Cárdenas se hizo el sordo... ordené a los improvisados miembros de la casilla que pusieran la nueva ánfora de votos, pues iba a ser inexplicable que en la “sagrada urna” sólo hubieran dos votos: el del general Lázaro Cárdenas, presidente de la República y el de Arroyo Ch., subsecretario de Gobernación. Yo le dije a los escrutadores: “A vaciar el padrón y rellenar el cajoncito, y no discriminen al los muertos, pues todos los ciudadanos tienen derecho a votar”.

Como muchos políticos cardenistas, permaneció alejado de los puestos públicos durante el gobierno de Manuel Ávila Camacho y sus sucesores; retornó a los cargos oficiales hasta 1958 cuando el presidente Adolfo López Mateos lo nombra presidente del consejo de administración de PIPSA, hasta 1962, en que pasa a ser director general del periódico oficial del gobierno: «El Nacional». Fue ratificado en dicho cargo por Gustavo Díaz Ordaz en 1964 y en entre 1967 y 1969 en esa misma función ocupó un puesto en el consejo de administración de PIPSA. Permaneció en el cargo hasta su fallecimiento el 24 de abril de 1969.